# Maarten van der Goes van Dirxland
Pour les articles homonymes, voir Van der Goes.
Maarten van der Goes van Dirxland, né à La Haye le 3 janvier 1751 et mort dans cette ville le 10 juillet 1826, est un homme politique néerlandais, ministre à plusieurs reprises. Il appartenait au parti Patriote puis des modérés.

## Biographie
Van der Goes est issu d'une famille de régents de La Haye. Son père, Adriaan van der Goes, a été maire de La Haye. Maarten van der Goes entre dans la diplomatie en 1785, lorsqu'il est envoyé à Copenhague avant de partir à Madrid en 1793 jusqu'en 1796. Il est ensuite secrétaire de la seconde assemblée nationale de la République batave et devient ministre des Affaires étrangères le 8 octobre 1798. À la fin du mois de juillet 1803, il fait partie, avec Gerard Brantsen et Jan Bernd Bicker, de la députation du gouvernement batave envoyée à Bruxelles auprès de Napoléon Bonaparte, en visite dans les départements français de Belgique. Il reste ministre des Relations extérieures jusqu'au 19 juin 1808. Au mois de mai 1807, il exerce également par intérim la charge de ministre de la Justice et de la Police.
Après l'annexion de la Hollande à la France en 1810, Van der Goes entre au Corps législatif de l'Empire français comme représentant du département des Bouches-de-la-Meuse. Il est créé grand-trésorier de l'ordre de la Réunion le 22 février 1813 et baron de l'Empire le 27 janvier 1813. Maarten van der Goes rentre aux Pays-Bas à la chute de Napoléon. Il devient alors un soutien fidèle du nouveau roi des Pays-Bas, Guillaume Ier. Van der Goes entre à la chambre haute des Pays-Bas le 21 septembre 1815 et y siège jusqu'à sa mort en 1826.
Anobli par Guillaume Ier en 1814, il devient baron le 3 mars 1821. Il est le père de Louis Napoleon van der Goes van Dirxland, ministre des Affaires étrangères en 1861.

## Titres et décorations
- Grand-croix de l'ordre de l'Union, 16 février 1807
- Grand-croix et grand-trésorier de l'ordre de la Réunion, 22 février, 1812
- Officier de la Légion d'honneur, 5 janvier 1811
- Baron de l'Empire, 27 janvier 1813
- chevalier, 9 décembre 1814
- Commandeur de l'ordre du Lion néerlandais, 1815
- baron, 3 mars 1821

## Sources
- « Maarten van der Goes van Dirxland », dans Adolphe Robert et Gaston Cougny, Dictionnaire des parlementaires français, Edgar Bourloton, 1889-1891 [détail de l’édition]